# Road of No Return
Road of No Return ist ein US-amerikanischer Spielfilm aus dem Jahre 2009 von Parviz Saghizadeh.
Saghizadeh entwickelte das Drehbuch und führte auch selbst Regie. Die Darsteller David Carradine und Michael Madsen waren an der Produktion beteiligt.

## Handlung
Eine Abteilung der amerikanischen Drogenbehörde heuert, ohne die eigene Identität preiszugeben, vier halbprofessionelle Auftragskiller an, um eine Reihe von Drogendealern zu töten. Als deutlich wird, dass einer der Auftragskiller versucht, mehr über seine Auftraggeber in Erfahrung zu bringen, wird die Entscheidung getroffen, die Auftragskiller selbst töten zu lassen.

## Kritik
Kritik in technischer Hinsicht wird vom Magazin Computerbild mit Blick auf das DVD Release geübt: „So variiert auch die Farbgebung auf DVD und Blu-ray Disc zwischen Rotstich und Grauschleier, oft schon während eines Umschnitts innerhalb einer Szene. Und da schon auf Schärfe nicht übermäßig viel Wert gelegt wurde, dürfte das wiederkehrende Flimmern nicht mehr weiter ins Gewicht fallen.“
Auf Zelluloid.de bezeichnet der Autor Hoffman das Drehbuch als „unentschlossen in der Verteilung zwischen dem Action-Part und den menschlich-witzigen Zügen“ und kritisiert die Hauptdarsteller: „Durch ihren gemeinsamen Auftritt in Quentin Tarantinos Kill-Bill-Epos haben David Carradine und Michael Madsen einen gewissen Kultstatus festigen können, den sie für Road Of No Return auszunutzen versucht haben, indem sie nicht nur jeweils eine Nebenrolle übernommen, sondern den Film auch produziert haben. In ihren Rollen bleiben sie aber erschreckend blass.“
Das Lexikon des internationalen Films meinte: „Unterhaltsamer Actionfilm mit Tarantino-Note, der seine ruppige Geschichte flott und mit Witz erzählt. Dabei werden die ethnischen Hintergründe der Protagonisten mit viel Fingerspitzengefühl ausgeleuchtet.“